# Vaccine
Espèces de rang inférieur
- Vaccinia Virus
- Taterapox virus
- Camelpox virus
- Variolavirus
- Monkeypox Virus
- Cowpox virus
- Abatino Macacapox virus
- etc.

Sous-espèces de rang inférieur
- Vaccinia Virus
- Horsepox Virus[1]

La vaccine (en anglais VACV ou VACcinia Virus) est un orthopoxvirus, longtemps confondu avec celui du cowpox ou  « variole bovine ». C'est aussi une anthropozoonose touchant notamment les bovidés (bovine vaccinia en anglais ou « vaccine bovine ») et des équidés (horsepox en anglais). Ces virus, proches de celui de la variole, peuvent fournir un vaccin qui permet d'immuniser l'humain contre cette dernière.
Le vaccin de la vaccine (de première génération) a été utilisé lors de la campagne OMS d'éradication de la variole. Contrairement à ce qui était admis à cette époque, les souches de vaccine (à virus vivant réplicatif) peuvent survivre dans la nature, en circulant chez des mammifères.
Des vaccins de nouvelles générations (à virus vivant non réplicatif) sont disponibles contre la variole (menace bioterroriste) et la variole du singe. De plus, le virus de la vaccine est devenu un outil important de génie génétique, en étant notamment utilisé comme vecteurs de gènes.

## Histoire
Le cowpox est une maladie transmissible à l'humain, pour qui elle est le plus souvent bénigne (elle peut s'avérer plus grave voire mortelle pour les personnes immunodéprimées).
À la fin du XVIIIe siècle, Edward Jenner constate que le cowpox bénin protège ses porteurs de la variole, maladie grave, par immunité croisée. Ce qui le conduit à l'utiliser dans la prévention de la variole (vaccination), le matériel infectieux inoculé (issu de lésions de cowpox) étant appelé vaccine. Ce nouveau procédé remplaçait l'ancien procédé de variolisation, qui consistait à contaminer le sujet sain avec des lésions de varioleux convalescents.
La question des rapports entre la vaccine  et la variole furent incertains, du temps de Jenner et plus tard encore, puisqu'en 1880 Pasteur préfère s'abstenir d'une opinion précise sur le sujet, tout en se prévalant de la découverte de Jenner pour rendre acceptable la possibilité de l'atténuation d'un germe.

### Premiers problèmes
Au début du XIXe siècle, l'utilisation de matériel provenant de lésions de cowpox se heurte à la difficulté de disposer suffisamment de vaches malades, d'où une pénurie de vaccine, avec divers moyens pour y faire face :
- La retrovaccination qui consistait à réinoculer à la vache de la variole humaine, avec l'idée erronée selon laquelle la variole peut se transformer en vaccine/cowpox une fois inoculée à la vache, idée qui a subsisté jusqu'au début du XXe siècle, avec des tentatives d'obtenir ainsi de la lymphe vaccinale (variolo-vaccin).
- L'utilisation de chevaux atteints de horsepox, c'est « l'équination » pouvant remplacer la « vaccination », proposée par Jenner en 1817, et appliquée plus particulièrement en France.
- Le procédé de vaccination de bras à bras, par transmission  interhumaine, ce qui a pu entrainer des contaminations nosocomiales notamment de syphilis (premiers cas reconnus en Italie en 1814) ou de jaunisse (probablement hépatite B, cas décrits en Allemagne en 1885)[6].

Pour ces raisons, la vaccination de bras à bras est fortement critiquée dès le congrès médical de Lyon (1864). Elle est bientôt abandonnée en France, en Europe et aux États-Unis, la production de vaccine est plutôt obtenue par passages sur des veaux, moyen utilisé en Italie depuis le début du siècle.
Le premier siècle de la vaccination s'est effectué sans aucun contrôle étatique de la production de vaccin. Tout médecin pouvait produire individuellement de la vaccine ou maintenir son stock par vaccination de bras à bras. Par exemple, le Royaume-Uni est l'un des derniers pays à abandonner la pratique de bras à bras, interdite par le Vaccination Act (en) de 1898, la règlementation sur la qualité des vaccins n'étant effective qu'à partir de 1925.

### Production de vaccine

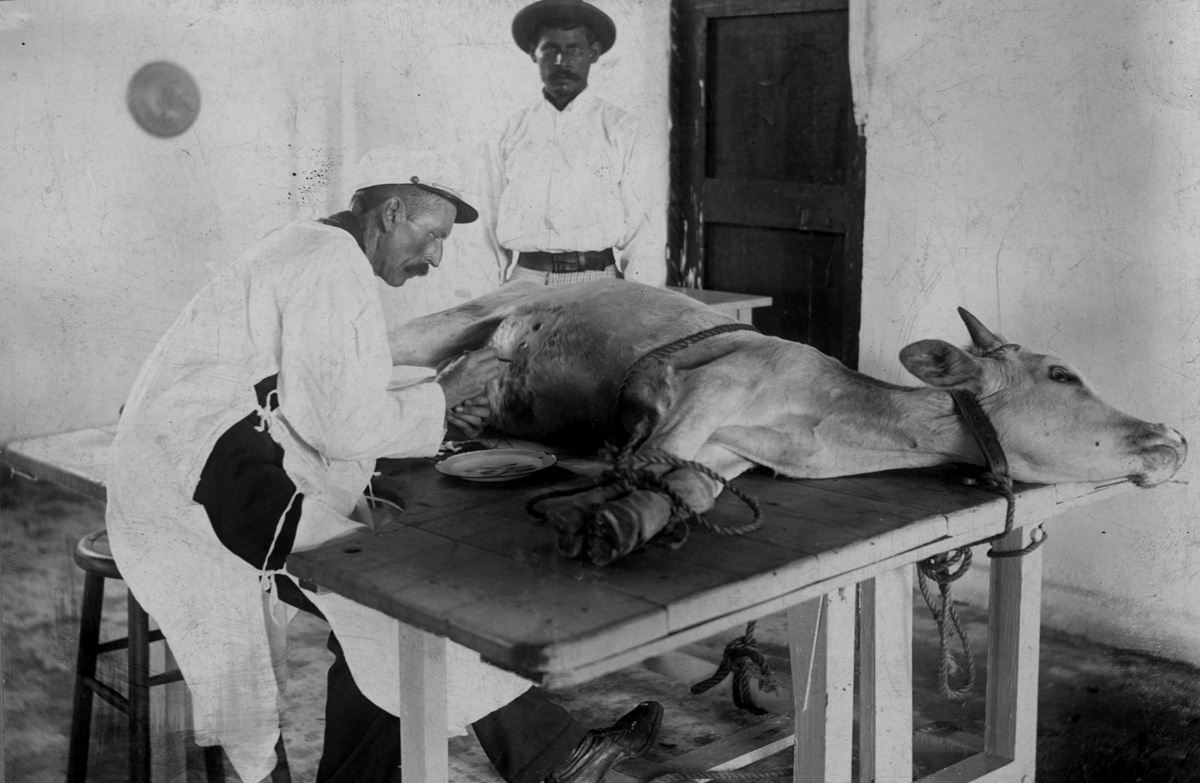
Production de vaccine à San Juan (Porto Rico) en 1899.

À la fin du XIXe siècle, dans la plupart des pays développés, la vaccine est obtenue à partir de la peau d'un animal vivant, selon un processus empirique jugé primitif dès les années 1950.
Il fallait raser le flanc d'un veau ou d'une génisse, laver la zone d'inoculation puis la scarifier et enfin la badigeonner d'une suspension de vaccine. Au cinquième jour, on récolte une pulpe à partir des lésions. Cette pulpe se présente comme un produit visqueux qui est ensuite broyé puis filtré. On obtient une suspension d'apparence plus ou moins laiteuse, c'est le vaccin inoculable aux humains,.
Plusieurs expressions historiques sont utilisées pour décrire cette production. L'animal où la vaccine est produite est dit vaccinifère, le matériel utilisé pour l'inoculation à l'animal est dit semence, le matériel recueilli de la lésion animale est dit pulpe vaccinale, et sa mise en suspension est dite lymphe vaccinale qui sert de vaccin pour l'humain ou de semence pour un nouvel animal vaccinifère.
Dans les années 1890, le glycérol est utilisé pour stabiliser et conserver la vaccine qui se présentait comme une suspension liquide, instable à la chaleur, en termes de limpidité et de viscosité. Empiriquement le glycérol agissait comme un agent bactéricide sans être virucide.
Cette méthode de production de lymphe vaccinale rendait inévitables les contaminations bactériennes, y compris dans les pays les plus avancés. Par exemple, en 1928, le ministère britannique de la santé autorise l'obtention de lymphe non seulement à partir de veau, mais aussi de chevaux, de moutons, de chèvre et de porc. Des pays asiatiques utilisent le buffle.
Durant la première moitié du XXe siècle, on se rend compte que les produits biologiques à usage humain doivent être bactériologiquement stériles, mais en ce qui concerne la vaccine, il n'existait pas d'autre méthode pratique de production. La réduction des risques se fait par examen vétérinaire de l'animal et antisepsie soigneuse à chaque étape.
Dès les années 1920, la France adopte la vaccine lyophilisée qui permet d'éviter les problèmes de thermostabilité de la vaccine liquide, et de l'appliquer avec succès dans ses colonies. Cette présentation du vaccin (poudre à diluer) est adoptée par les autres pays, et les formes lyophilisées de vaccine ont été utilisées lors de la campagne d'éradication mondiale de la variole.

### Nature et origine de la vaccine
En 1906, Adelchi Negri (en) montre que la vaccine est un virus filtrant.

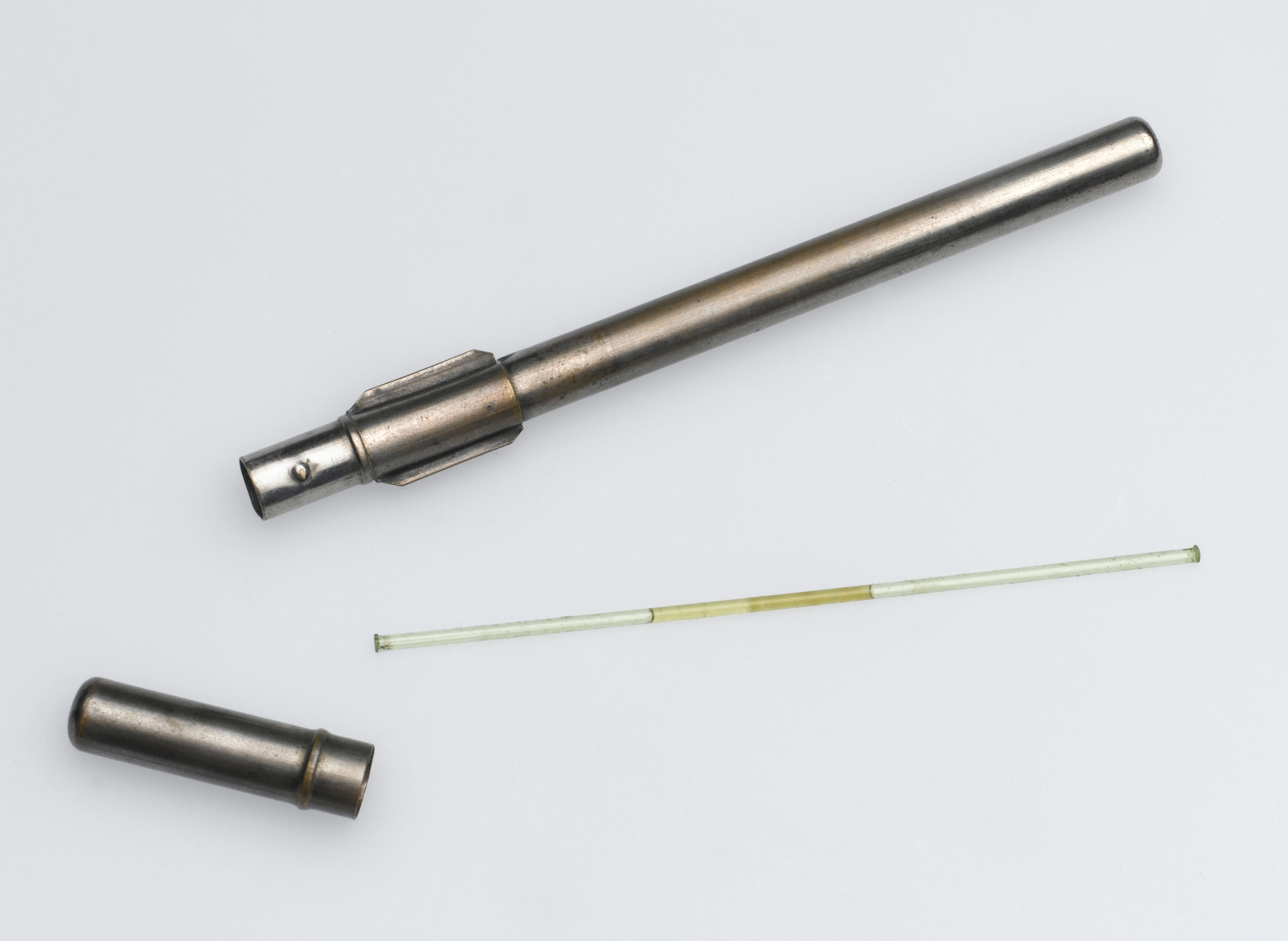
Tube capillaire en verre contenant la lymphe vaccinale et son tube métallique en métal destiné à le transporter (Europe, 1881-1920), Wellcome Collection.

À partir de 1939, les études comparant les propriétés biologiques du virus cowpox (maladie animale spontanée) et du virus de la vaccine (en anglais Vaccinia virus) indiquent qu'il s'agit de deux virus différents à distinguer, contrairement à ce qui était admis,.
Au début du XXIe siècle, la provenance exacte du virus utilisé pour vacciner contre la variole reste inconnu, d'autant plus qu'il existe dans les laboratoires de nombreuses souches de vaccine, ce qui complique les études biomoléculaires pour l'établissement d'une phylogénie.
Plusieurs hypothèses ont été proposées pour expliquer l'origine du virus de la vaccine, : 
- Dérive à partir du virus de la variole, mais qui n'a jamais pu être reproduite en laboratoire ;
- Recombinaison entre le virus Cowpox et le virus de la variole (chez sujet atteint de variole, et vacciné par du cowpox ) ;
- Dérive à partir d'un poxvirus animal disparu ou non reconnu de nos jours, par exemple à partir du horsepox (variole du cheval)[15].

Cette dernière hypothèse serait la plus probable, car appuyée par des analyses génétiques.
Quelle que soit l'origine exacte de la vaccine, les études génétiques indiquent que les différentes souches de virus de la vaccine sont remarquablement similaires les unes aux autres, tout en se distinguant nettement des autres orthopoxvirus comme le cowpox ou le virus de la variole. Cependant, du point de vue antigénique, tous les orthopoxvirus restent étroitement similaires en procurant une immunité croisée, aussi le « vaccin de Jenner », quelle que soit sa composition exacte, contenait un ou plusieurs orthopoxvirus en procurant une bonne protection contre la variole avec relativement peu de risques pour l'individu ou la collectivité.

### Souches historiques de vaccine
Les méthodes empiriques de production de vaccine au cours du XIXe siècle et dans la première moitié du XXe siècle varient considérablement selon les époques et selon les pays. Une standardisation internationale sur ce sujet n'existe qu'après la deuxième guerre mondiale, à la suite de la création de l'OMS.

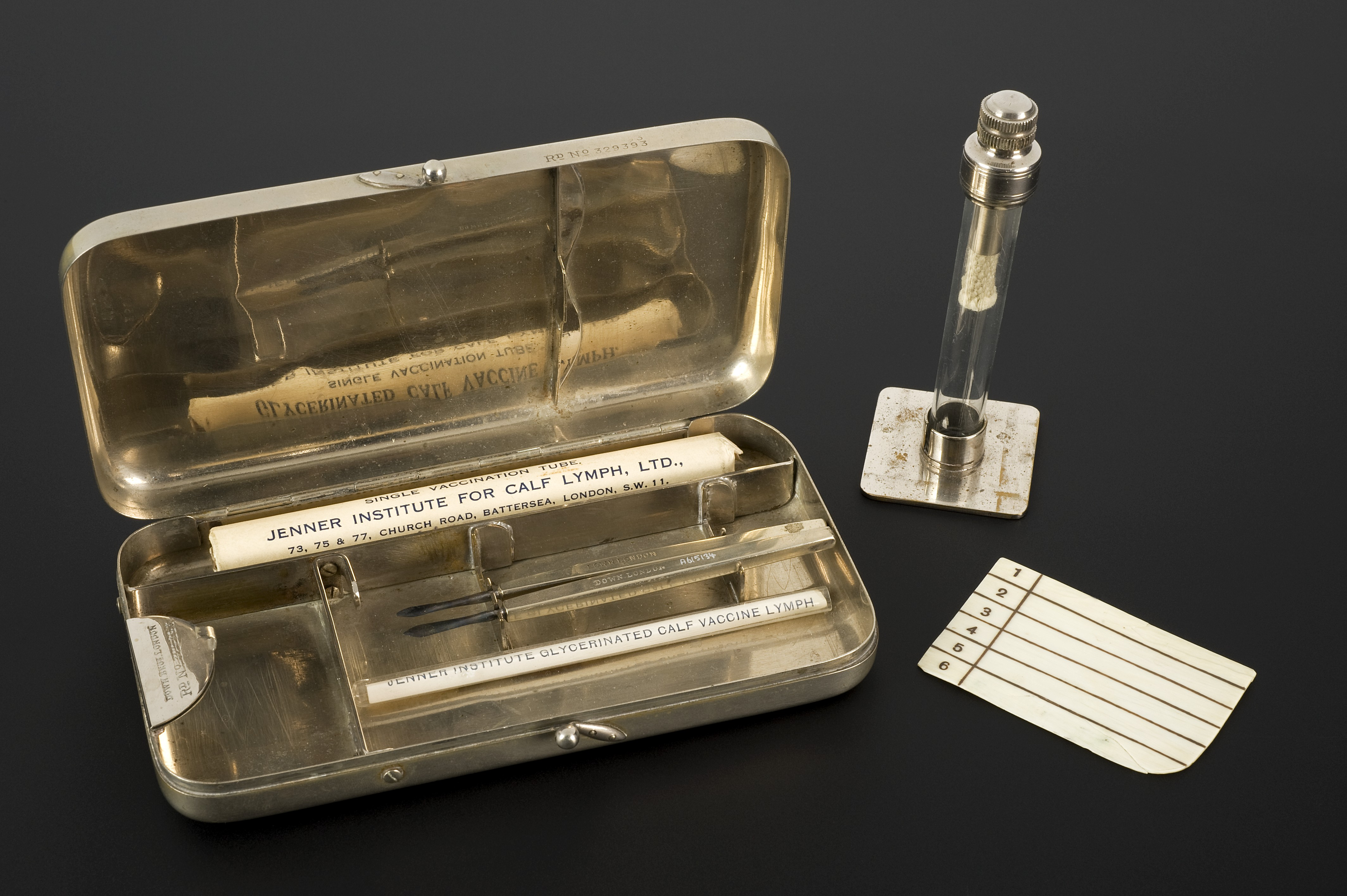
Kit de vaccination, Londres, 1925-1928, du Wellcome Collection.

Les souches historiques de vaccine sont nombreuses et hétérogènes, avec différentes propriétés biologiques probablement liées à des pertes du génome. Elles portent le nom de leur production géographique d'origine, mais comme les agences et laboratoires se les distribuaient entre eux, pour les modifier en changeant leur nom, la nomenclature historique est restée confuse.
Des études de séquençage génétique sur des échantillons historiques cherchent à reconstituer leur origine et leur histoire. Par exemple aux États-Unis, celles conservées dans des laboratoires ou des musées, comme les kits de vaccination datant de la guerre de sécession du Mütter Museum de Philadelphie,,.
Les souches vaccinales utilisées durant la campagne d'éradication mondiale de l'OMS (1967-1977) constituent la première génération de vaccin variolique. La majorité d'entre elles sont produites à partir de cultures cutanées sur animaux vivants (veau, buffle, mouton ou lapin). Aucune souche, plutôt qu'une autre, n'a été officiellement recommandée par l'OMS, mais en réponse à des demandes les responsables de la campagne d'éradication ont donné la préférence aux vaccins NYCBH et Lister.
Les quatre souches les plus utilisées lors de la campagne OMS furent, dans l'ordre décroissant:
1. EM-63, largement utilisée en  URSS et en Inde. Elle serait un lointain dérivée de la souche américaine NYCBH via une souche de l'Équateur (1940) puis une souche du Danemark reçue à Moscou (1963) après passages sur vaches et lapins ;
2. Lister, utilisée au Royaume-Uni depuis 1892, et produite par l'institut Lister depuis 1916. Son origine serait un soldat prussien atteint de variole au cours de la guerre de 1870, mais il est plus probable qu'il s'agisse d'une contamination survenue à l'institut de vaccination de Cologne. Il est produit par passages alternatifs sur homme, lapin et mouton. C'est le deuxième plus utilisé dans le monde avec de nombreuses souches dérivées (transferts à d'autres laboratoires) : Liverpool, Nigeria, Mérieux 37… La souche dérivée L-IVP a été produite en URSS à partir de 1971 ;
3. NYCBH (New York City Board of Health) est une souche américaine produite dès 1876 à partir d'une souche anglaise importée en 1856. Elle a été distribuée à plusieurs laboratoires dans le monde en portant différents noms, et avec différentes propriétés biologiques selon différents passages sur lapin. Cette souche constitue le principe actif du vaccin Dryvax (laboratoires Wyeth), utilisé aux Amériques et en Afrique de l'Ouest. Seul approuvé aux États-Unis, et fabriqué jusqu'en 2007 ;
4. Tian-Tian ou Temple of Heaven est une souche produite et utilisée en Chine depuis 1926. Elle proviendrait du pus d'un varioleux après passages sur singe, lapin, et vache ;

Il existe de nombreuses souches supplémentaires : Paris (France, institut Pasteur), Copenhague (Danemark), Berne (Suisse), Ankara (Turquie), Dairen (Japon) … 71 producteurs  de vaccine dans le monde ont participé à la campagne d'éradication de l'OMS.  
Ces différentes souches avaient d'importantes différences en risques de complications. Au fur et à mesure que les données épidémiologiques sont connues, les producteurs ont abandonné les souches les plus « réactogènes » pour les souches qui l'étaient moins. Par exemple, les Japonais ont longtemps utilisé une souche Ikeda avant de la remplacer par une souche Lister en 1971, alors qu'en Chine, la souche Tian-Tian, une des plus à risque, est restée utilisée. 
Le premier séquençage d'un génome entier de vaccine est réalisé en 1990 sur celui de la souche Copenhague.

### Vaccins de deuxième, troisième et quatrième génération

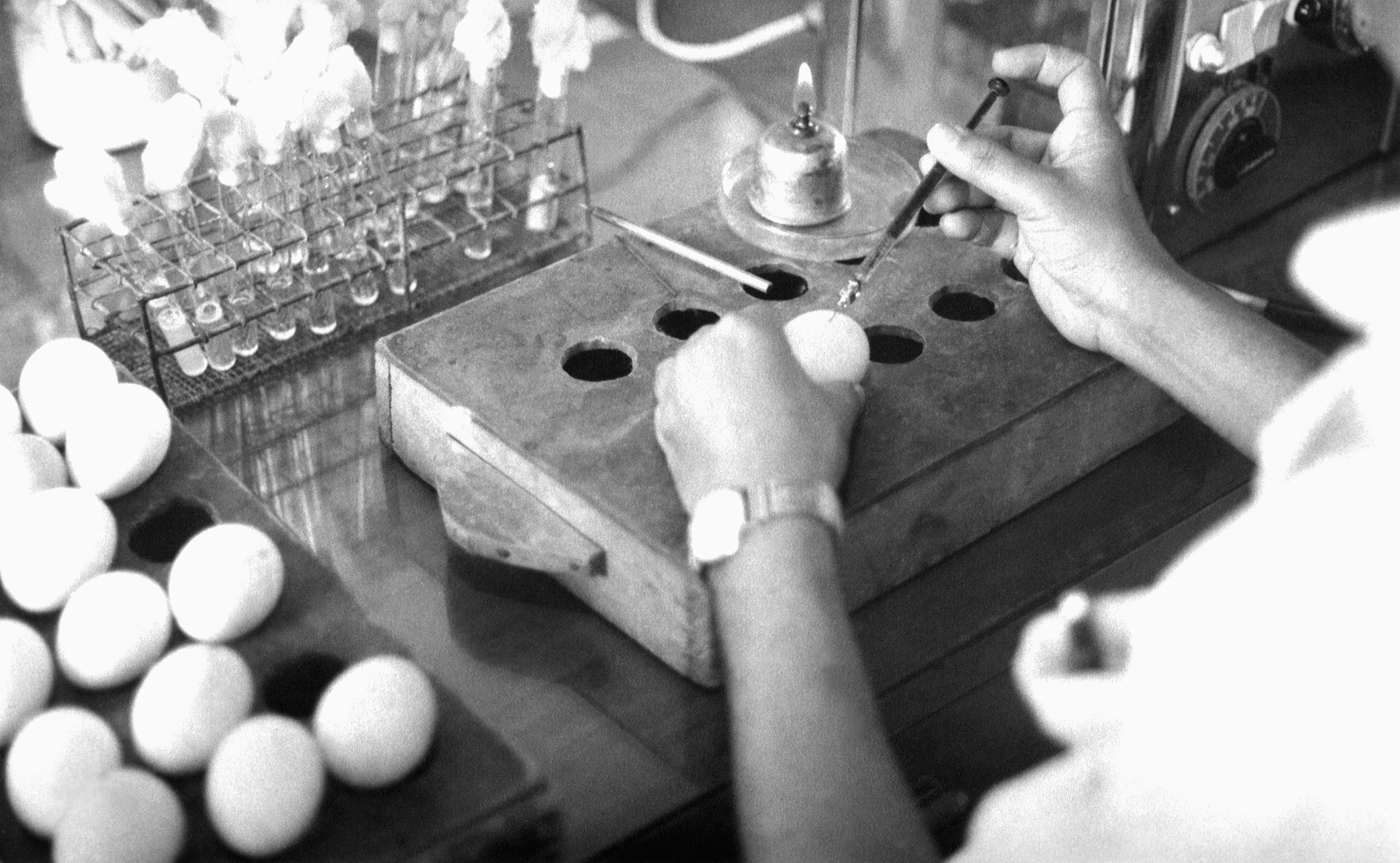
Inoculation de vaccine sur oeufs embryonnés (1960-1970). Cette méthode de production permettait de réduire les risques de contamination bactérienne.

En 2024, tous les vaccins disponibles contre la variole sont préparés à partir de souches vaccinales vivantes. Tout au long du XXe siècle, les recherches pour obtenir des vaccins inactivés n'ont pas abouti par manque d'efficacité.
À partir des années 1960, de nouveaux types de vaccin sont mis au point pour résoudre les problèmes de standardisation et de contrôle de qualité. La vaccine est produite à partir de culture tissulaire (cellules rénales de lapin, œuf embryonné…). Il s'agit de vaccins antivarioliques basés sur les souches Lister ou NYCBH, dits de deuxième génération comme ACAM2000,. Comme ceux de première génération, ce sont des vaccins à virus réplicatifs qui se multiplient et induisent une infection dans l'organisme humain.
L'étape suivante a été d'obtenir des souches de vaccine fortement atténuée par passages en série sur des cultures cellulaires, ou incapable de se répliquer par génie génétique (modifiées de telle façon que la vaccine ne peut pas se multiplier dans l'organisme humain). Il s'agit de vaccins de troisième génération, comme LC16m8 (Lister clone 16m8) ou MVA-BN (Modified Vaccinia Virus Ankara-Bavarian Nordic),.
Des vaccins de quatrième génération, tels que VacΔ6 ou OrthopoxVac, sont basés sur un virus de vaccine recombinant par délétion de gènes de virulence.

## Virologie
Le Vaccinia virus, membre de la famille des Poxviridae, fait partie des virus les plus grands et complexes connus à ce jour. Comme les autres poxvirus, c'est un virus à ADN double brin. Cet ADN fait environ 190 kilobases, contenant plus de 200 cadres de lecture ouverts qui codent des protéines nécessaires à la réplication virale et d'autres qui interfèrent avec les réponses immunitaires de l'hôte.
Comme les autres poxvirus, Vaccinia se présente comme une structure biconcave « en savonnette » appelée core, flanquée de deux corps latéraux. Ils présentent une enveloppe externe lipidique recouverte de tubules de surface. Le core contient la nucléocapside où se trouve le génome viral.
Le Vaccinia virus pénètre une cellule cible par macropinocytose. Il a évolué de façon à déclencher cette macropinocytose en présentant des molécules de phosphatidylsérine pour mimer la composition lipidique d'un corps apoptotique se faisant ainsi passer pour une cellule morte en attente d'être phagocytée et recyclée.
Il se réplique uniquement dans le cytoplasme par viroplasme. Le réticulum endoplasmique de la cellule est réorganisé pour répliquer le génome viral en milieu protégé. Les nouveaux génomes ainsi synthétisés sont finalement encapsidés en nouveaux virions.

## Infections

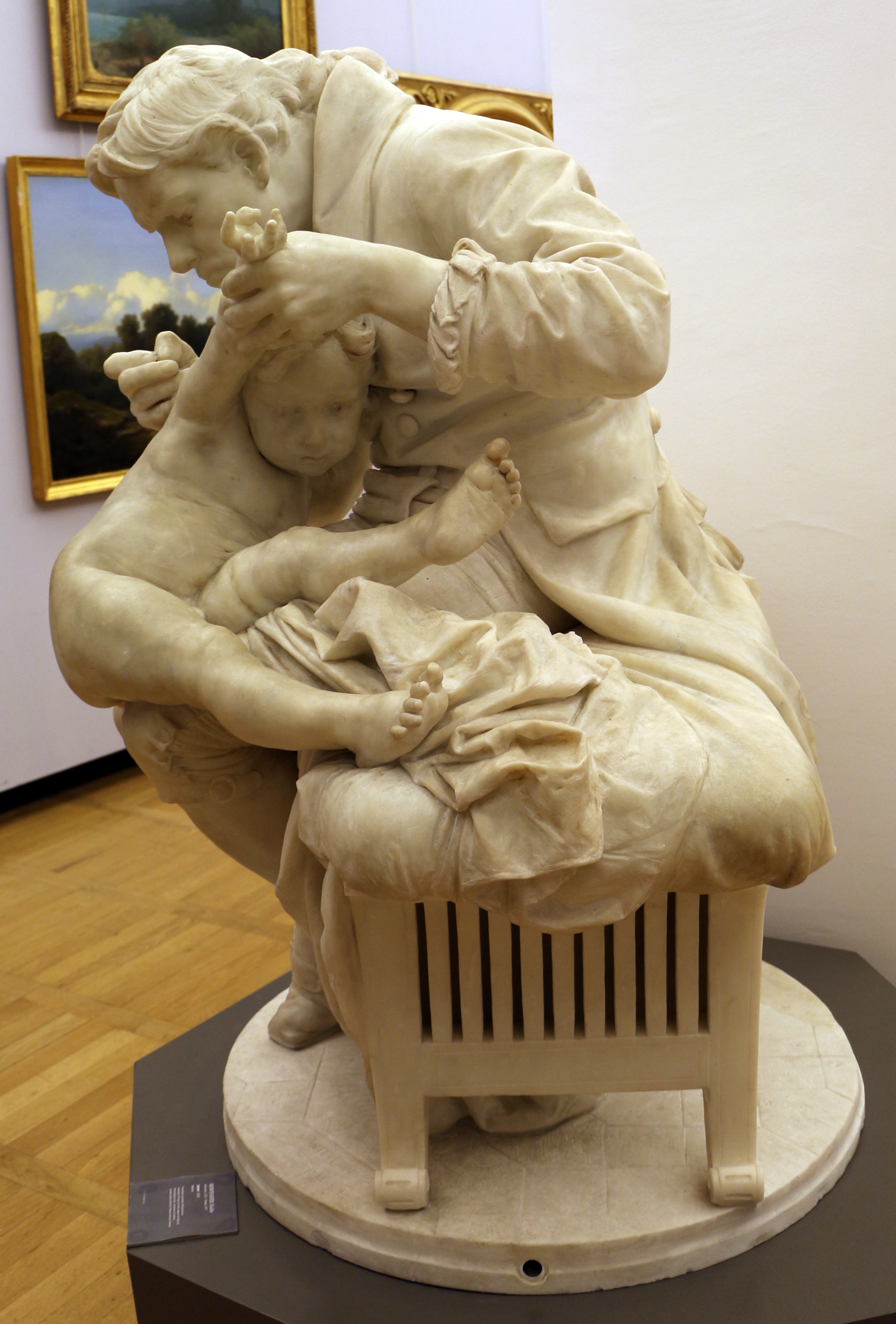
Edward Jenner vaccinant son fils, par le sculpteur Giulio Monteverde (1878),.

### Chez l'humain
La vaccination jennerienne repose historiquement sur le principe d'inoculer une maladie bénigne (la vaccine) pour protéger d'une maladie grave (la variole).
Au XXe siècle, il est estimé que sur un million de personnes primo-vaccinées, 5 à 10 personnes nécessitent une hospitalisation dont un à deux décès. Ce risque est devenu inacceptable lorsque le risque de variole s'est rapproché de zéro. Cependant, il faut savoir qu'une épidémie de variole d'un million de cas dans une population non-vaccinée conduirait à plusieurs centaines de milliers de décès et de lourdes séquelles dans la majorité des survivants.
Au XXIe siècle, les infections humaines accidentelles de vaccine peuvent survenir à la suite d'accidents de laboratoire (type exposition accidentelle au sang) ou par contact avec des animaux domestiques atteints de vaccine.

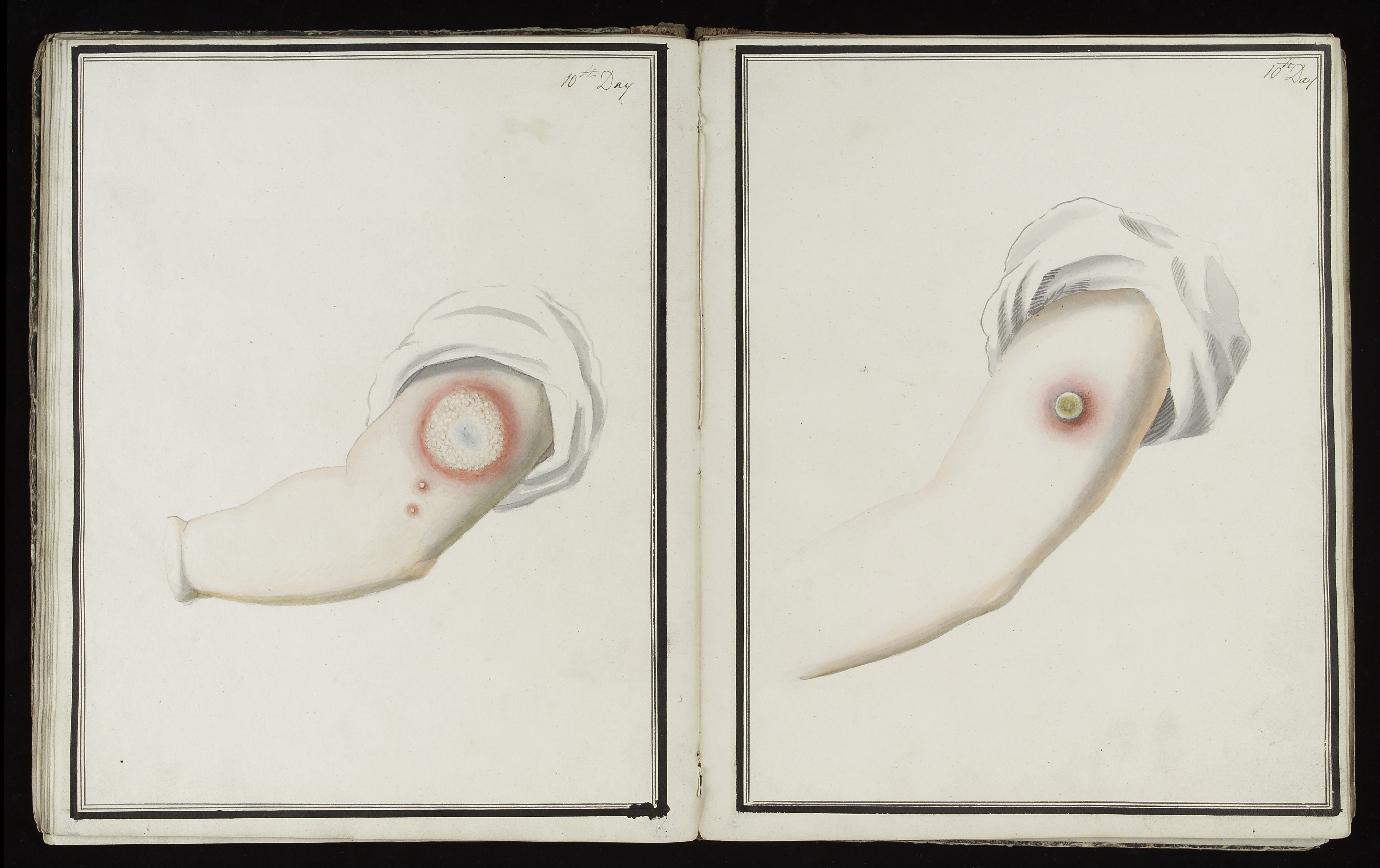
Variolisation par variole (à gauche) et vaccination par cowpox ou vaccine, au 10e jour après inoculation (aquarelle médicale de 1802).

#### Réactions attendues
En primo-vaccination, après inoculation sous-cutanée à l'épaule, une papule apparait en 3 ou 4 jours au point d'inoculation, elle devient une vésicule au 5e-6e jour, puis une pustule au 7e-10e jour. Une croûte se forme qui tombera vers le 20e-21e jour en laissant une cicatrice indélébile. Lors d'une revaccination, cette réaction est minime ou écourtée.
Au stade pustuleux, on peut observer une poussée de fièvre, une adénopathie proche du point d'inoculation, un malaise léger.

#### Complications
La complication la plus fréquente est l'auto-inoculation : le vacciné gratte sa pustule qui le démange, et par les ongles s'inocule ailleurs (sur le nez par exemple) en reproduisant la lésion, ce qui peut être grave au niveau de l'œil (kératite sévère). Des vaccines accidentelles par contact peuvent survenir dans l'entourage par hétéro-inoculation.
La complication la plus grave et la plus redoutée est l'encéphalite vaccinale d'évolution souvent mortelle (de l'ordre de 1 à 6 décès par million de vaccination) ou laissant de lourdes séquelles,.
Les autres complications sont la vaccine généralisée (en), une réaction bénigne chez le sujet immunocompétent ; beaucoup plus graves sont l'eczema vaccinatum (en) et la vaccine gangréneuse (en) chez le sujet immunodéprimé ou porteur de dermatite atopique (incluant l'eczéma),.

### Chez l'animal
Contrairement au virus de la variole qui est strictement humain, le vaccinia virus (comme les virus monkeypox et cowpox) infecte une large gamme de mammifères domestiques et sauvages. Depuis l'éradication de la variole en 1980 et l'arrêt de la vaccination antivariolique, d'autres orthopoxvirus ont pris une importance mondiale : le cowpox en Europe, le monkeypox en Afrique, et le vaccinia en Amérique du sud (surtout Brésil) et en Asie (surtout Inde).
Plusieurs variants de vaccine portent le nom de l'espèce animale ou du pays où ils ont été découverts. Les principaux sont : virus de la vaccine brésilienne, virus buffalopox, virus horsepox, virus rabbitpox… Ces différents variants peuvent infecter les primates, le bétail (vache, buffle…), les équidés, les carnivores (chat, chien…), les lagomorphes, les didelphidae, les chiroptères et les rongeurs,.
L'origine exacte de ces virus reste mal connue. Il existe deux hypothèses : un « échappement » au monde animal des vaccines utilisées pour la vaccination humaine, ou la persistance naturelle d'un virus sauvage à l'origine de ces vaccines. Les études phylogénétiques semblent indiquer, du moins au Brésil, que les deux hypothèses sont compatibles  (existence de deux lignées distinctes en circulation),. Contrairement à ce qui était admis au XXe siècle, les souches de vaccine peuvent survivre dans la nature, en circulant chez des mammifères,.

#### Vaccine brésilienne
Le virus de la vaccine brésilienne est détecté en 1999, chez des travailleurs agricoles (non vaccinés contre la variole) pratiquant la traite du bétail à la main. Il s'agit d'un virus différent du cowpox (l'agent de « variole bovine ») qui provoque une maladie similaire la « vaccine bovine ». Cette maladie est à l'origine de pertes économiques au Brésil (production laitière compromise) avec des risques potentiels de transmission à la vie animale, et aux humains en milieu urbain,.

#### Buffalopox
En Asie, les infections par vaccine sont surtout représentées par le buffalopox (isolé en 1967) qui touche le buffle et la vache (sous-continent indien, Égypte et Indonésie). La maladie est similaire au cowpox, avec des pertes économiques et des cas humains,. Outre la transmission par contact (animal-humain dans les deux sens), une transmission par ingestion de lait cru contaminé serait possible. 

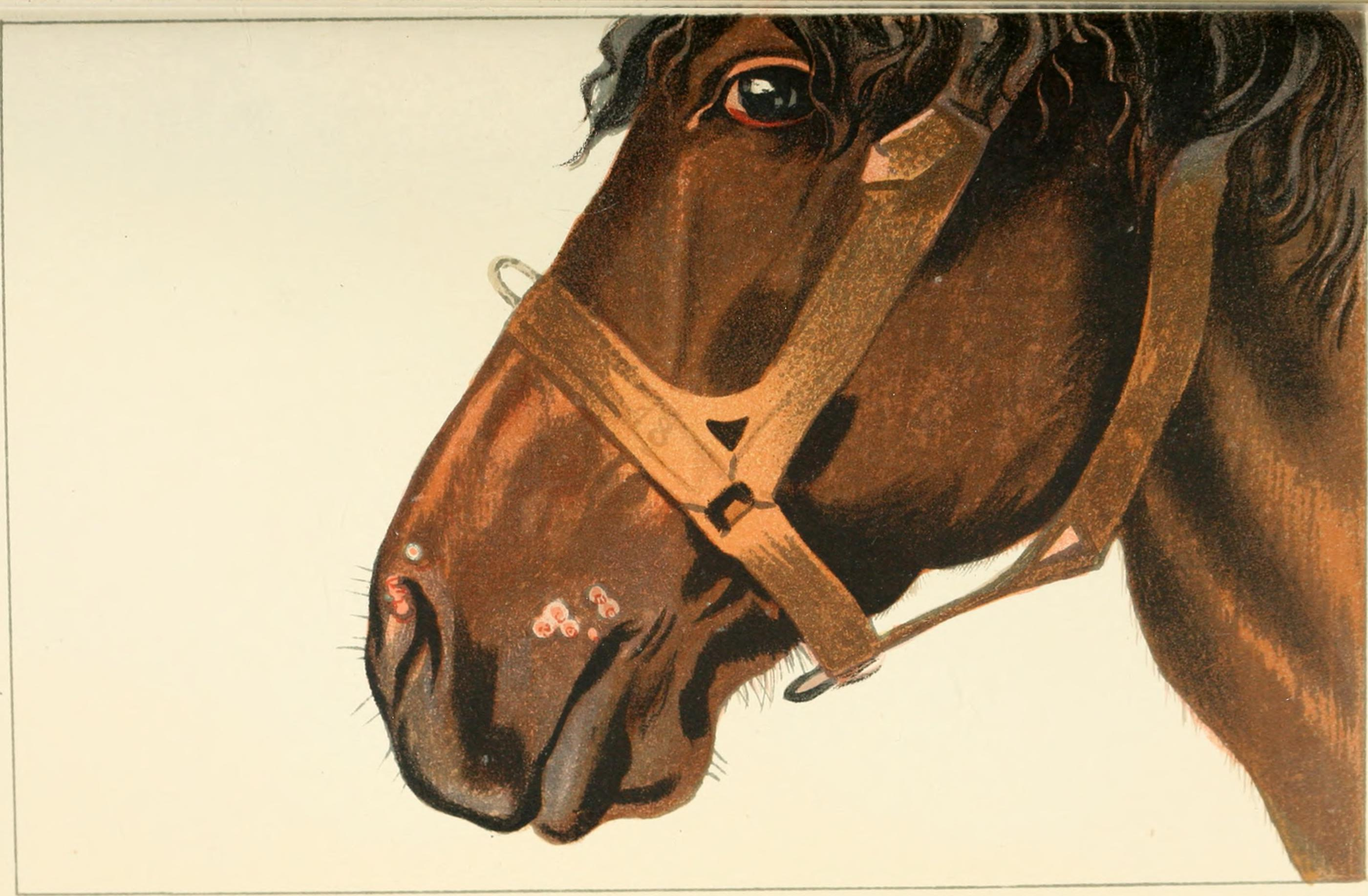
Planche d'un traité médical sur la vaccination (1889) montrant des lésions de « horsepox d'origine naturelle, simulant une stomatite aphteuse ».

#### Rabbitpox et horsepox
Le rabbitpox virus est une vaccine des lapins de laboratoire dont l'origine se situe aux États-Unis et en Europe.
Le horsepox virus touche les chevaux et autres équidés. Les lésions de horsepox sur le cheval se situent à la bouche et au nez.
L'histoire du horsepox n'est pas claire : au XVIIIe siècle Jenner décrit une maladie communément appelée « grease » qu'il considère comme une variole du cheval. Les descriptions de horsepox au XIXe siècle sont peu fiables, car la virologie n'existait pas à cette époque. Faute de le retrouver au XXe siècle, on considérait qu'il s'agissait d'un virus disparu. En 1976, plusieurs cas de horsepox sont signalés en Mongolie, et à partir de là le génome du horsepox a pu être étudié : il est distinct mais très proche du virus de la vaccine et du rabbitpox. Les trois virus auraient un ancêtre commun, les virus de la vaccine seraient des descendants d'un horsepox ancestral plutôt que d'un cowpox,.

## Utilisations comme vecteur viral
Dans le passé, les vaccins à virus vivant atténué étaient obtenus par une série de passages en culture tissulaire ou cellulaire, où des mutations d'atténuation survenaient spontanément de façon aléatoire,.
Par génie génétique, il est devenu possible d'obtenir des virus de la vaccine soit très atténués et réplicatifs, soit non réplicatifs. Ces virus recombinants ont plusieurs avantages de sécurité, de stabilité, en restant immunogènes. L'importance du génome du virus de la vaccine (plus de 190 kilobases) permet d'y intégrer des gènes étrangers dits « d'intérêt » (transgénèse), d'où deux grands domaines de recherches : le développement de nouveaux vaccins et celui de l'immunothérapie des cancers par virus oncolytique.
Ces processus pourraient bénéficier d'avancées biotechnologiques telles que la bioinformatique, la bioinformatique structurale et l'intelligence artificielle,.

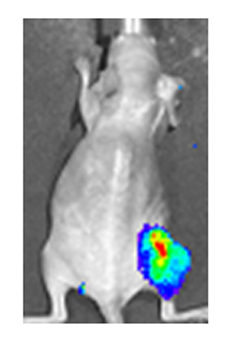
Souris nude présentant une tumeur sur sa patte arrière droite, traitée par un virus vaccinia codant pour une luciférase. L'infection virale de la tumeur est visible par bioluminescence.

### Nouveaux vaccins
Le principe est d'utiliser un virus recombinant de la vaccine qui exprime un gène de glycoprotéine (immunogène) d'un autre virus. Une application courante est un vaccin oral vétérinaire utilisé pour contrôler la rage dans son réservoir naturel  par appâts vaccinaux (renard en Europe, coyote et raton-laveur aux États-Unis). 
Des recherches sont en cours (stade pré-clinique), notamment pour la grippe, les coronavirus, des arbovirus, Ebola, HIV, etc. L'idéal serait d'obtenir un vaccin multivalent à vecteur unique contre plusieurs agents infectieux, par exemple un vaccin universel contre la grippe,.

### Virus oncolytique
Le virus vaccinia recombinant peut servir de virus oncolytique, c'est-à-dire un virus capable de reconnaitre, infecter et détruire des cellules cancéreuses en respectant les cellules saines, en facilitant la réponse immunitaire anti-tumorale. Pour cela, le virus vaccinia est modifié par la perte de gènes nécessaires à la réplication virale dans les cellules saines, et par le gain de transgènes d'intérêt : gènes codant des protéines cytotoxiques (comme des antigènes tumoraux), gènes de protéines immunomodulatrices (comme des cytokines), gènes permettant d’améliorer la diffusion du virus dans la masse tumorale,,, etc.
Ces recherches sont en phase pré-clinique (faites sur modèle animal, hamster ou souris). Cette thérapie virale, à adapter selon la diversité génétique d'une tumeur individuelle, représente une approche personnalisée du traitement anticancéreux. Elle pourrait être utilisée en combinaison avec des méthodes classiques, radiothérapie ou chimiothérapie,.